# هارولد اندروز (بازیکن فوتبال، زاده ۱۹۰۳)
هارولد اندروز (انگلیسی: Harold Andrews; ۱۳ اوت ۱۹۰۳ – اوت ۱۹۸۸ (۸۴−۸۵ سال)) بازیکن فوتبال اهل بریتانیا بود.
از باشگاه‌هایی که در آن بازی کرده‌است می‌توان به باشگاه فوتبال بارنزلی، باشگاه فوتبال لینکولن سیتی، باشگاه فوتبال لوتون تاون، و باشگاه فوتبال نوتس کانتی اشاره کرد.